# Contea di Pishan
La contea di Pishan (皮山县S) o contea di Guma (固玛县S) è una contea della Cina, situata nella regione autonoma di Xinjiang e amministrata dalla prefettura di Hotan.